# 鲁斯塔姆·卡西姆扎诺夫
鲁斯塔姆·卡西姆扎諾夫（1979年12月5日—），乌兹别克斯坦国际象棋棋手、特级大师，前国际象棋世界冠军。
卡西姆扎諾夫早年曾获得过亚洲国际象棋冠军（1998年）、国际象棋世界青年亚军（1999年）等。2004年，在利比亚的黎波里举办的国际象棋世界锦标赛上，他最终击败英格兰棋手迈克尔·亚当斯获得世界冠军头衔。
卡西姆扎諾夫还是前世界冠军维斯瓦纳坦·阿南德2008年、2010年、2012年世界冠军卫冕战中的助手。